# N8n

## n8n: اتوماسیون مدرن با رویکرد متن‌باز و منعطف[۱]
n8n یک ابزار مدرن و متن‌باز برای اتوماسیون جریان‌های کاری (workflow automation) و یکپارچه‌سازی سرویس‌ها (integration platform) است که با هدف ارائه قدرت اتوماسیون در اختیار کاربران حرفه‌ای، توسعه‌دهندگان و سازمان‌ها طراحی شده است.
نام این ابزار از عبارت “Node to Node” برگرفته شده و به معماری ماژولار و مبتنی بر گره‌های آن اشاره دارد.
هدف اصلی n8n این است که به هر کسی، از بازاریاب‌ها و مدیران محصول گرفته تا توسعه‌دهندگان و کارآفرینان، قدرت اتوماسیون را بدهد. این کار از طریق یک ویرایشگر بصری (Visual Editor) انجام می‌شود که در آن می‌توانید «نودها» (Nodes) را که هر کدام نماینده یک اپلیکیشن یا یک عملیات هستند، با کشیدن و رها کردن به هم متصل کنید و یک «گردش کار» (Workflow) بسازید.
برای مثال، یک گردش کار ساده در n8n می‌تواند این‌گونه باشد: "هر بار که یک فایل جدید در پوشه‌ی مشخصی از Dropbox آپلود شد (تریگر)، آن را به صورت خودکار در یک کانال مشخص در Slack برای تیم ارسال کن". تمام این منطق بدون نوشتن حتی یک خط کد و تنها با اتصال چند نود به یکدیگر قابل پیاده‌سازی است.

### پیدایش و چشم‌انداز
n8n در سال ۲۰۱۹ توسط Jan Oberhauser ایجاد شد تا جایگزینی متن‌باز، امن و قابل توسعه برای ابزارهای تجاری مانند Zapier و Make (Integromat) باشد. برخلاف بسیاری از پلتفرم‌های SaaS محور، n8n از ابتدا با فلسفه‌ای طراحی شد که کاربر بر داده‌ها، زیرساخت و منطق اتوماسیون خود کنترل کامل داشته باشد.
هدف اصلی n8n ایجاد پل ارتباطی بین سرویس‌ها، بدون به خطر انداختن حریم خصوصی یا محدود کردن انعطاف‌پذیری کاربران است.

### قابلیت‌ها و ویژگی‌های برجسته
| ویژگی                 | توضیح                                                                                 |
| --------------------- | ------------------------------------------------------------------------------------- |
| متن‌باز و رایگان       | n8n تحت لایسنس Fair-code منتشر شده و قابلیت self-host دارد.                           |
| رابط گرافیکی قدرتمند  | طراحی جریان‌های کاری به‌صورت drag-and-drop و بدون نیاز به کدنویسی.                      |
| قابلیت توسعه‌پذیر بالا | امکان ایجاد گره‌های سفارشی، اجرای کد جاوااسکریپت و تعامل مستقیم با APIها.              |
| یکپارچه‌سازی گسترده    | پشتیبانی از صدها سرویس محبوب مانند Google Drive، GitHub، Slack، Telegram، Notion و... |
| جریان‌های شرطی و موازی | امکان تعریف منطق‌های پیچیده با شاخه‌های مختلف، حلقه‌ها و کنترل‌های شرطی.                  |
| مالکیت داده و امنیت   | اجرای لوکال و رمزنگاری داده‌ها بدون وابستگی به سرویس‌های ثالث.                          |
| مقیاس‌پذیری بالا       | مناسب برای پروژه‌های شخصی، کسب‌وکارهای کوچک و حتی سازمان‌های بزرگ.                       |

### موارد استفاده واقعی[۴]
- اتوماسیون کسب‌وکار: هماهنگی بین سیستم‌های فروش، CRM، بازاریابی و حسابداری.
- DevOps و مانیتورینگ: ساخت alert برای وضعیت سرورها، CI/CD، یا نشت لاگ‌ها.
- ایجاد ربات‌های تعاملی: بات‌های تلگرام یا Slack برای پاسخگویی خودکار یا پیگیری وظایف.
- اتوماسیون محتوا: انتشار خودکار پست‌ها در شبکه‌های اجتماعی یا ارسال ایمیل‌های خبری.
- تحلیل داده‌ها: واکشی، تمیزسازی و انتقال داده بین منابع مختلف.

### n8n چگونه کار می‌کند؟ (اجزای اصلی یک گردش کار)
برای کار با n8n، باید با چند مفهوم کلیدی آشنا شوید. این مفاهیم، بلوک‌های سازنده تمام اتوماسیون‌هایی هستند که شما ایجاد خواهید کرد.

### گردش کار (Workflow)
یک گردش کار، کل فرآیند اتوماسیون شماست که روی یک بوم (Canvas) طراحی می‌شود. هر گردش کار برای انجام یک وظیفه خاص ساخته می‌شود، مانند "پردازش فرم‌های تماس جدید" یا "همگام‌سازی اطلاعات مشتری بین دو سرویس".

### نودها (Nodes)
نودها قلب تپنده n8n هستند. هر نود یک بلوک سازنده است که یک کار مشخص را انجام می‌دهد. نودها می‌توانند نماینده یک اپلیکیشن (مانند نود Gmail یا نود Google Drive)، یک سرویس، یا یک عملیات منطقی (مانند نود IF برای ایجاد شرط) باشند. n8n صدها نود از پیش ساخته شده برای محبوب‌ترین سرویس‌ها دارد.

### اتصالات و جریان داده (Connections and Data Flow)
اتصالات، خطوطی هستند که نودها را به یکدیگر وصل می‌کنند و مسیر حرکت داده‌ها را مشخص می‌کنند. داده‌ها در n8n به صورت ساختاریافته (در فرمت JSON) از خروجی یک نود به ورودی نود بعدی منتقل می‌شوند. شما می‌توانید به راحتی مشخص کنید که کدام بخش از داده‌های یک نود، در نود بعدی استفاده شود. برای مثال، می‌توانید "آدرس ایمیل فرستنده" را از نود Gmail بردارید و آن را در نود Google Sheets برای ایجاد یک ردیف جدید استفاده کنید.

### تریگرها (Triggers)[۵]
هر گردش کاری باید یک نقطه شروع داشته باشد. این نقطه شروع، «نود تریگر» (Trigger Node) نامیده می‌شود. تریگر مشخص می‌کند که گردش کار چه زمانی باید اجرا شود. تریگرها انواع مختلفی دارند:
- تریگرهای مبتنی بر رویداد: مانند یک webhook که منتظر دریافت داده از یک سرویس خارجی است (مثلاً دریافت اطلاعات یک فرم ثبت‌نام).
- تریگرهای زمان‌بندی‌شده: گردش کار را در فواصل زمانی مشخصی اجرا می‌کنند (مثلاً هر روز ساعت ۹ صبح).
- تریگرهای دستی: شما می‌توانید گردش کار را به صورت دستی با کلیک یک دکمه اجرا کنید.

### تفاوت با ابزارهای مشابه
| ابزار             | متن‌باز | Self-host | اجرای کد | گره‌های سفارشی | محدودیت رایگان |
| ----------------- | ------ | --------- | -------- | ------------- | -------------- |
| n8n               | ✅ بله | ✅ بله    | ✅ دارد  | ✅ دارد       | ❌ ندارد       |
| Zapier            | ❌ خیر | ❌ خیر    | ❌ ندارد | ❌ ندارد      | ✅ دارد        |
| Make (Integromat) | ❌ خیر | ❌ خیر    | ✅ محدود | ✅ محدود      | ✅ دارد        |
| Node-RED          | ✅ بله | ✅ بله    | ✅ دارد  | ✅ دارد       | ❌ ندارد       |

## مثال کاربردی: مدیریت سفارش‌های یک فروشگاه آنلاین[۶]
برای درک بهتر قدرت n8n، بیایید یک سناریوی واقعی را تصور کنیم. فرض کنید شما یک فروشگاه آنلاین با استفاده از Shopify دارید و می‌خواهید فرآیند مدیریت سفارش‌های جدید را خودکار کنید. گردش کار شما در n8n می‌تواند به شکل زیر باشد:
1. نود تریگر Shopify: گردش کار با یک نود تریگر Shopify شروع می‌شود. این نود طوری تنظیم شده است که به محض ثبت یک سفارش جدید در فروشگاه شما، فعال شود.
2. نود Slack: اطلاعات سفارش (مانند نام محصول و مبلغ) از نود Shopify به یک نود Slack منتقل می‌شود. این نود یک پیام به کانال #sales تیم شما ارسال می‌کند و آن‌ها را از فروش جدید مطلع می‌سازد: "خبر خوب! یک سفارش جدید برای [نام محصول] به مبلغ [مبلغ سفارش] ثبت شد!".
3. نود Google Sheets: همزمان، اطلاعات کامل سفارش (نام مشتری، آدرس، محصولات و تاریخ) به یک نود Google Sheets فرستاده می‌شود. این نود یک ردیف جدید به شیت "گزارش فروش" شما اضافه می‌کند تا سوابق مالی شما همیشه به‌روز باشد.
4. نود Customer.io: در نهایت، ایمیل و نام مشتری به یک نود Customer.io (یک پلتفرم ایمیل مارکتینگ) ارسال می‌شود تا مشتری به صورت خودکار به کمپین "خوشامدگویی پس از اولین خرید" اضافه شود.

تمام این فرآیند که قبلاً ممکن بود نیازمند کار دستی چند نفر باشد، اکنون به صورت کاملاً خودکار، بدون خطا و در چند ثانیه توسط n8n انجام می‌شود.

### نصب و اجرا
نصب n8n به‌سادگی قابل انجام است:

#### اجرای سریع با Docker:
```
docker run -it --rm \
  -p 5678:5678 \
  n8nio/n8n
```

#### یا با npx:
```
npx n8n
```

همچنین می‌توان آن را بر روی سرورهای ابری، Kubernetes یا حتی Raspberry Pi نیز اجرا کرد.

### جامعه و توسعه
n8n به‌سرعت در میان جامعه توسعه‌دهندگان رشد کرده و با هزاران مشارکت‌کننده در GitHub و یک فروم رسمی پویا، به یک ابزار بالغ تبدیل شده است.
مستندات جامع، آموزش‌های ویدیویی، قالب‌های آماده (Templates) و افزونه‌ها، یادگیری و توسعه با n8n را برای هر سطحی از کاربران آسان کرده است.

### معماری و ساختار فنی
- هسته اصلی بر پایه Node.js و TypeScript توسعه یافته.
- گره‌ها (Nodes) ماژول‌هایی قابل توسعه هستند که هر کدام نماینده یک سرویس یا عملیات خاص هستند.
- اجرا به‌صورت event-driven انجام می‌شود.
- پشتیبانی از Webhookها، Scheduler، Queue و Retry برای اجرای پایدار.

## هوش مصنوعی در n8n: اتوماسیون هوشمندتر از همیشه[۷]
قدرت n8n تنها به اتصال سرویس‌های مختلف محدود نمی‌شود. با ادغام مدل‌های زبان بزرگ (LLMs) و سایر ابزارهای هوش مصنوعی، n8n از یک ابزار اتوماسیون ساده به یک پلتفرم «اتوماسیون هوشمند» تبدیل شده است. اکنون گردش‌های کاری شما می‌توانند فکر کنند، محتوا تولید کنند، داده‌ها را تحلیل کنند و تصمیمات هوشمندانه‌تری بگیرند.

### نودهای هوش مصنوعی: دسترسی مستقیم به مغزهای دیجیتال
n8n مجموعه‌ای از نودهای اختصاصی برای هوش مصنوعی ارائه می‌دهد که به شما امکان می‌دهد به سادگی از قابلیت‌های پیشرفته‌ترین مدل‌های هوش مصنوعی در گردش‌های کاری خود استفاده کنید. مهم‌ترین این نودها عبارتند از:
- نود OpenAI: این نود به شما اجازه می‌دهد تا مستقیماً با مدل‌های قدرتمند OpenAI مانند GPT-4 و GPT-3.5 ارتباط برقرار کرده و کارهایی مانند تولید متن، خلاصه‌سازی، ترجمه و پاسخ به سؤالات را انجام دهید.
- نود Hugging Face: با این نود می‌توانید به هزاران مدل هوش مصنوعی متن-باز که روی پلتفرم Hugging Face قرار دارند، دسترسی پیدا کنید و از آن‌ها برای وظایف تخصصی‌تر استفاده کنید.
- نودهای دیگر: n8n همچنین از سرویس‌های دیگری مانند Anthropic (برای مدل Claude) و Cohere پشتیبانی می‌کند و به طور مداوم در حال گسترش کتابخانه هوش مصنوعی خود است.

### کاربردهای عملی هوش مصنوعی در گردش‌های کاری
ادغام هوش مصنوعی، امکانات بی‌نهایتی را برای اتوماسیون ایجاد می‌کند. در اینجا چند مثال عملی آورده شده است:
- تولید محتوای خودکار می‌توانید یک گردش کار بسازید که به محض انتشار یک مقاله جدید در وبلاگ شما (تریگر RSS)، محتوای آن را به نود OpenAI ارسال کند تا خلاصه‌ای جذاب برای شبکه‌های اجتماعی تولید کند و سپس آن خلاصه را به صورت خودکار در توییتر و لینکدین منتشر نماید.
- تحلیل هوشمند بازخورد مشتریان گردش کاری طراحی کنید که هر بازخورد جدیدی که از طریق فرم نظرسنجی دریافت می‌شود را به یک نود هوش مصنوعی بفرستد. این نود می‌تواند احساسات (Sentiment) متن را تحلیل کند (مثبت، منفی، خنثی)، موضوعات کلیدی را استخراج نماید و نتیجه را در یک کانال Slack برای تیم محصول ارسال کند تا به سرعت به مشکلات رسیدگی کنند.
- ساخت ربات‌های پاسخگوی هوشمند شما می‌توانید یک ربات تلگرام یا دیسکورد بسازید که پیام‌های کاربران را از طریق یک webhook دریافت کند، آن‌ها را برای پردازش به یک مدل زبان بفرستد و پاسخ‌های هوشمندانه و مرتبطی را برگرداند. با اتصال به پایگاه‌های داده، این ربات می‌تواند به سؤالات مربوط به محصولات یا خدمات شما نیز پاسخ دهد.

### فراتر از یک نود: ساخت عامل‌های هوشمند (AI Agents)
قابلیت‌های هوش مصنوعی n8n به فراخوانی ساده APIها محدود نمی‌شود. این پلتفرم با ادغام چارچوب‌هایی مانند LangChain، به شما امکان می‌دهد تا «عامل‌های هوشمند» (AI Agents) بسازید. یک عامل هوشمند، یک سیستم خودمختار است که می‌تواند برای رسیدن به یک هدف، از چندین ابزار (که می‌توانند نودهای دیگر n8n باشند) استفاده کند، استدلال کند و تصمیم بگیرد. این ویژگی n8n را از یک ابزار اتوماسیون به یک پلتفرم توسعه عامل‌های هوش مصنوعی تبدیل می‌کند و مرزهای جدیدی را برای خودکارسازی فرآیندهای پیچیده باز می‌کند.
n8n فقط یک ابزار نیست، بلکه یک بستر تحول‌آفرین برای خودکارسازی و یکپارچه‌سازی فرآیندهاست. با معماری منعطف، آزادی در توسعه، و تمرکز بر مالکیت داده، n8n راهی هوشمند و قابل اطمینان برای سازمان‌دهی بهتر اطلاعات و وظایف در عصر دیجیتال است.
1. ↑  "n8n.io - AI workflow automation tool". n8n.io (به انگلیسی). Retrieved 2025-07-29.
2. ↑  «n8n چیست؟ راهنمای جامع اتوماسیون گردش کار با ابزار متن-باز». learnclasico.com. دریافت‌شده در ۲۰۲۵-۰۸-۰۵.
3. ↑  «n8n چیست؟ راهنمای جامع اتوماسیون گردش کار با ابزار متن-باز». learnclasico.com. دریافت‌شده در ۲۰۲۵-۰۸-۰۵.
4. ↑  «Explore n8n Docs: Your Resource for Workflow Automation and Integrations | n8n Docs». docs.n8n.io. دریافت‌شده در ۲۰۲۵-۰۷-۲۹.
5. 1 2 3 4 5 6  «n8n چیست؟ راهنمای جامع اتوماسیون گردش کار با ابزار متن-باز». learnclasico.com. دریافت‌شده در ۲۰۲۵-۰۷-۲۹.
6. ↑  «n8n چیست؟ راهنمای جامع اتوماسیون گردش کار با ابزار متن-باز». learnclasico.com. دریافت‌شده در ۲۰۲۵-۰۸-۰۵.
7. ↑  «n8n چیست؟ راهنمای جامع اتوماسیون گردش کار با ابزار متن-باز». learnclasico.com. دریافت‌شده در ۲۰۲۵-۰۸-۰۵.